# ピアノ協奏曲第1番 (チゾーム)
ピアノ協奏曲第1番『ピーブロック』は、エリック・チゾーム作曲によるピアノ協奏曲。演奏時間は約33分。

## 概要
初稿は1932年に完成、1937年12月に改定が行われ、これは1938年にエジンバラで作曲者の独奏、イアン・ホワイトの指揮で初演された。さらに公開演奏は1940年1月20日にグラスゴーの聖アンドリュー・ホールで作曲者の独奏、エールマー・ブエストの指揮で行われた。。
ピーブロック（Pìobaireachd ）は「パイプ音楽」の意であり、特にクラシック音楽のバグパイプもしくは｢大きな音楽 ceòl mór｣を指す。ceòl mórは変奏曲形式で演奏される音楽であり、ソロを担うバグパイプ奏者には高度な技術が要求される。チゾームはceòl mórに関心を寄せており、旋律や形式を借用しながら多数の曲を作曲した。

## 楽曲構成
第1楽章 モルト・モデラート（トランクウィロ）
Maol Donnに基づく。Maol Donnは「マクリモンの愛しいもの MacCrimmon's Sweetheart」として知られており、愛する牛の死を嘆くパイプ音楽である。楽章はバスーンの奏する低音に乗り、オーボエがバグパイプを模した旋律を吹いて開始する。
第2楽章 アレグロ・スケルツァンド
Fàilte Uilleim Dhuibh Mhic Coinnichに基づくスコットランド舞曲風楽章。
第3楽章 アダージョ
Cumha Dhomhnuil Bhain Mhic Cruimeinに基づく。元になったパイプ音楽は1746年にマルコム・マクリモン（Malcom MacCrimmon）が弟のドナルド・バン（Donald Bàn）の死を悼んで書いたもの。ピアノは「遠くから、非人間的に」響くよう演奏される。
第4楽章 アレグロ・コン・ブリオ
スコットランドの舞踏音楽であるリールの形式で始まる。バルトークのピアノ協奏曲第3番を思わせるような静寂に包まれた中間部を経て、再びリールに戻る。